# Josephine Ditt
Josephine Ditt ou après son mariage Josephine Ricketts, parfois créditée Mrs. Tom Ricketts (née le 7 septembre 1868 à Chicago et morte le 18 octobre 1939  à Los Angeles) est une actrice américaine de la période du cinéma muet.

## Biographie
Josephine Ditt a été mariée avec le réalisateur britannique Tom Ricketts, également connu comme acteur de théâtre et de cinéma, qui la dirigea dans de nombreux films. Au cours de sa carrière, elle a tourné une quarantaine de films entre 1910 et 1915, dont le dernier fut The House of a Thousand Scandals, réalisé par son mari.
Josephine Ditt est morte à Los Angeles le 18 octobre 1939, à l'âge de 71 ans.

## Filmographie
- 1910 : Romantic Redskins de Tom Ricketts
- 1912 : The Unknown Model de Tom Ricketts
- 1912 : The Bachelor and the Baby de Tom Ricketts
- 1912 : Lottery Ticket Number 13 d'Al Christie
- 1912 : The Foreign Spy de Tom Ricketts
- 1912 : Maud Muller de Tom Ricketts
- 1913 : A Foreign Spy de Wallace Reid
- 1914 : Calamity Anne in Society de Tom Ricketts
- 1914 : The Hermit de Tom Ricketts
- 1914 : The Lost Treasure de Tom Ricketts
- 1914 : The Professor's Awakening de Harry A. Pollard
- 1914 : A Modern Free-Lance de Tom Ricketts
- 1914 : The Town of Nazareth d'un réalisateur inconnu
- 1914 : Her Fighting Chance de Tom Ricketts
- 1914 : In the Moonlight de Tom Ricketts
- 1914 : At the End of a Perfect Day de Tom Ricketts
- 1914 : False Gods de Tom Ricketts
- 1914 : This Is th' Life de Henry Otto
- 1914 : Lodging for the Night de Tom Ricketts
- 1914 : Damaged Goods de Tom Ricketts
- 1914 : Daylight de Tom Ricketts
- 1914 : The Ruin of Manley de Tom Ricketts
- 1914 : In the Candlelight de Tom Ricketts
- 1914 : The Girl in Question de Tom Ricketts
- 1914 : The Tin Can Shack de Henry Otto
- 1915 : The Alarm of Angelon de Henry Otto
- 1915 : Refining Fires de Tom Ricketts
- 1915 : The Crucifixion of Al Brady de Henry Otto
- 1915 : Silence de Henry Otto
- 1915 : In the Twilight de Tom Ricketts
- 1915 : Saints and Sinners'' de Henry Otto
- 1915 : The Decision de Henry Otto
- 1915 : Ancestry de Henry Otto
- 1915 : Reformation de Henry Otto
- 1915 : His Brother's Debt de Henry Otto
- 1915 : The Problem de Henry Otto
- 1915 : The Castle Ranch de Henry Otto
- 1915 : The Secretary of Frivolous Affairs de Tom Ricketts
- 1915 : The Honor of the District Attorney de Reaves Eason
- 1915 : The House of a Thousand Scandals de Tom Ricketts